# Klaus Ries
Klaus Ries (* 28. August 1957 in Saarbrücken) ist ein deutscher Historiker und Hochschullehrer. 

## Leben
Ries studierte von 1980 bis 1986 Neuere und Neueste Geschichte, Osteuropäische Geschichte und Politikwissenschaft an der Universität des Saarlandes. Nach erfolgreichem Abschluss war er von 1986 bis 1992 wissenschaftlicher Mitarbeiter im Landesarchiv Saarbrücken und bei der Kommission für Saarländische Landesgeschichte. 1996 promovierte er an der Friedrich-Schiller-Universität in Jena im Fach Neuere Geschichte bei Professor Hans-Werner Hahn zum Dr. phil. mit der Dissertation zum Thema Obrigkeit und Untertanen. Stadt- und Landproteste in Nassau-Saarbrücken im Zeitalter des Reformabsolutismus. Noch im gleichen Jahr, bis 1998, wurde Ries wissenschaftlicher Mitarbeiter bei der Gesellschaft für Volkskunde im Saarland. 
Von 1998 bis 2007 war Ries wissenschaftlicher Mitarbeiter in dem von der Deutschen Forschungsgemeinschaft (DFG) geförderten Sonderforschungsbereich Ereignis Weimar-Jena. Kultur um 1800. 2004 war sein Habilitationsverfahren im Fach Neuere Geschichte an der Friedrich-Schiller-Universität in Jena abgeschlossen. Das Thema seiner Habilitationsschrift lautete Zwischen Wissenschaft, Politik und Öffentlichkeit. Das politische Professorentum der Universität Jena im frühen 19. Jahrhundert. Im gleichen Jahr erhielt Ries die Lehrbefugnis (Venia Legendi) und die Lehrbefähigung durch die Philosophische Fakultät der Friedrich-Schiller-Universität Jena. Von 2007 bis 2013 nahm er Gast- und Vertretungsprofessuren an der Humboldt-Universität Berlin, der Universität Potsdam und der Martin-Luther-Universität Halle-Wittenberg wahr. 2010 wurde ihm eine außerplanmäßige Professur für das Fachgebiet Neuere Geschichte durch die Friedrich-Schiller-Universität Jena verliehen. 2015 vertrat er den Lehrstuhl für Geschichte des 19. und 20. Jahrhunderts in Jena.
Klaus Ries ist Autor, Herausgeber und Rezensent von zahlreichen Veröffentlichungen.

## Veröffentlichungen (Auswahl)

### Autor
- Wort und Tat. Das politische Professorentum der Universität Jena im frühen 19. Jahrhundert (zugleich: Habilitationsschrift, Universität Jena). Steiner, Stuttgart 2007, ISBN 978-3-515-08993-7.
- Obrigkeit und Untertanen. Stadt- und Landproteste in Nassau-Saarbrücken im Zeitalter des Reformabsolutismus (zugleich: Dissertation, Universität Jena). SDV, Saarbrücken 1997, ISBN 3-930843-30-7.
- Das Wartburgfest von 1817 – Romantisches Mittelalterspektakel oder demokratisches Turnfest?, in: Harald Lönnecker, Klaus Malettke (Hrsg.): 200 Jahre Wartburgfest. 18. Oktober 1817 – 18. Oktober 2017. Studien zur politischen Bedeutung, zum Zeithintergrund und zum Fortwirken der Wartburgfeier. (= Darstellungen und Quellen zur Geschichte der deutschen Einheitsbewegung im 19. und 20. Jahrhundert. Band 22), Universitätsverlag Winter, Heidelberg 2019, ISBN 978-3-8253-4616-4, S. 65–88.

### Herausgeber
- mit Walter Pauly: Staat und Historie. Leitbilder und Fragestellungen deutscher Geschichtsschreibung vom Ende des 19. bis zur Mitte des 20. Jahrhunderts. Nomos, Baden-Baden 2021, ISBN 978-3-8487-6053-4.
- mit Achim Thomas Hack: Geschichte zum Aufkleben. Historische Ereignisse im Spiegel deutscher Briefmarken. Franz Steiner, Stuttgart 2020, ISBN 978-3-515-12658-8.
- mit Walter Pauly: Politisch-soziale Ordnungsvorstellungen in der Deutschen Klassik. Nomos, Baden-Baden 2018, ISBN 978-3-8487-3513-6.
- Europa im Vormärz. Eine transnationale Spurensuche. Thorbecke, Ostfildern 2016, ISBN  978-3-7995-4910-3.
- mit Michael Dreyer: Romantik und Freiheit. Wechselspiele zwischen Ästhetik und Politik. Winter, Heidelberg 2014, ISBN 978-3-8253-6190-7.
- Romantik und Revolution. Zum politischen Reformpotential einer unpolitischen Bewegung. Winter, Heidelberg 2012, ISBN 978-3-8253-5987-4.
- Johann Gustav Droysen. Facetten eines Historikers. Steiner, Stuttgart 2010, ISBN 978-3-515-09662-1.
- Zwischen Hof und Stadt. Aspekte der kultur- und sozialgeschichtlichen Entwicklung der Residenzstadt Weimar um 1800. Hain-Verlag, Weimar/Jena 2007, ISBN 978-3-89807-105-5.
- Zwischen Universität und Stadt. Aspekte demographischer Entwicklung in Jena um 1800. Hain-Verlag, Weimar/Jena 2004, ISBN 3-89807-044-1.
- Revolution an der Grenze. 1848/49 als nationales und regionales Ereignis. Röhrig-Verlag, St. Ingbert 1999, ISBN 3-86110-220-X.